# Stazione di Bagnoli-Agnano Terme
Stazione di Bagnoli-Agnano Terme vasútállomás Olaszországban, Nápoly településen.

## Vasútvonalak
Az állomást az alábbi vasútvonalak érintik:
- Villa Literno-Nápoly-vasútvonal

## Kapcsolódó állomások
A vasútállomáshoz az alábbi állomások vannak a legközelebb:
- Stazione di Pozzuoli Solfatara (Stazione di Pozzuoli Solfatara, Line 2)
- Stazione di Cavalleggeri Aosta (Stazione di Napoli San Giovanni-Barra, Line 2)